# Hirsutella cryptosclerotium
Hirsutella cryptosclerotium är en svampart som beskrevs av Fern.-García, H.C. Evans & Samson 1990. Hirsutella cryptosclerotium ingår i släktet Hirsutella och familjen Ophiocordycipitaceae.   Inga underarter finns listade i Catalogue of Life.